# United Press International
A United Press International (UPI), nemzetközi hírügynökség, mely több ezer újságnak, rádiótársaságnak és médiacégnek szolgáltatott híranyagot a 20. században. 1907-ben az Amerikai Egyesült Államokban alapított United Press (UP) és az International News Service (INS) egyesülésével 1958-ban alakult meg a United Press International,  melynek  működése csúcspontján  6,000 médiacég volt az előfizetője. 1982 óta több eladás és leépítések után, valamint 1999-ben médiapartnerei felé nyújtott hírszolgáltatásának az Associated Press számára történt eladása után a UPI a kisebb információs piacokra fókuszál.

## Története
Az 1907-ben alapított társaság kezdeti hivatalos neve United Press Associations volt, általánosan United Pressként említették, rövidítve UP, melyet három kisebb szindikátus összeolvadásából hozott létre a közép-nyugati lapkiadó, E. W. Scripps. Az így megalakult hírügynökség nem korlátozta szolgáltatásait, így azoknak az újságoknak is nyújtotta, melyek felé az akkor átszerveződött Associated Press (AP) visszautasította a hírszolgáltatást.
1912-ben a cég vezérigazgatójának Roy W. Howardot nevezték ki, ezután hamarosan már Európa fővárosaiban is létrehozták irodáikat.  1935 és 1955 között a hírügynökség vezetője Hugh Baillie volt, vezetése alatt 1935-ben indították el rádiótársaságok felé is a hírszolgáltatást, egy évvel korábban, mint a rivális Associated Press. Hugh Baillie visszavonulása idején, 1955-ben a UP 2.900 ügyféllel rendelkezett az USA-n belül és 1.500 ügyféllel az Egyesült Államokon kívül.
1958-ban egy másik hírügynökséggel, az International News Service-szel (INS) való egyesülése után lett United Press International néven bejegyezve. Mind a UP valamint később a UPI-ként a világ legjelentősebb hírügynökségei közé tartozott, az USA-n belül 90 éven át versenyezve az Associated Press-szel, valamint az Egyesült Államokon kívül a világ két másik legnagyobb angol nyelvű hírügynöksége, a Reuters és az Agence France-Presse is versenytársa volt.

A United Press sajószobája New Yorkban, 1933

A UPI működése csúcspontján 2.000 főfoglalkozású újságírót alkalmazott 92 ország 200 irodájában, valamint több mint 6.000 médiacég volt az előfizetője. A televíziózás elterjedése a UPI egyik jelentős ágazata, az esti lapok hírszolgáltatása leépüléséhez vezetett, így 1982-től a hírügynökség hanyatlása felgyorsult.
A UPI tulajdonosi cége, az E. W. Scripps Company 1982-es eladása óta a hírügynökség tulajdonosai többször változtak, kétszer volt csődeljárás alatt. 1999-ben médiapartnerei felé történt műsorszolgáltatását a rivális amerikai hírügynökségnek, az Associated Pressnek (AP) adta el, ettől kezdve a UPI a kisebb információs piacokra fókuszál.
2000-ben a UPI-t egy Dél-Koreában alapított egyház, az Egyesítő Egyház (Unification Church) tulajdonában lévő News World Communications, Inc. vásárolta meg. A bejelentést követően a UPI-nál 57 éven át újságíróként tevékeny Fehér Házi tudósítója, Helen Thomas lemondott posztjáról. A UPI-nak így ekkor sem a Fehér Házból sem az ENSZ irodáiból nem volt tudósítója. A hírügynökség jelenleg webes hírszolgáltatást nyújt, fotószolgáltatást, elektronikus csomagokban híranyagot kisszámú szerkesztő bázissal és külsős újságírók bevonásával.

## Pulitzer-díj
A UPI Pulitzer-díjas riporterei és fotósai:
- Russell Jones (International Reporting, 1957)
- Andrew Lopez (News Photography, 1960)
- Yasushi Nagao (News Photography, 1961)
- Merriman Smith (National Reporting, 1964)
- Kyoichi Sawada (News Photography, 1966)
- Toshio Sakai (Feature Photography, 1968)
- Lucinda Franks és Thomas Powers (National Reporting, 1971)
- David Hume Kennerly (Feature Photography, 1972)
- John H. Blair (Spot News Photography, 1978)
- Jahangir Razmi, (Spot News Photography, 1980)[11]